# Marburger Schloss

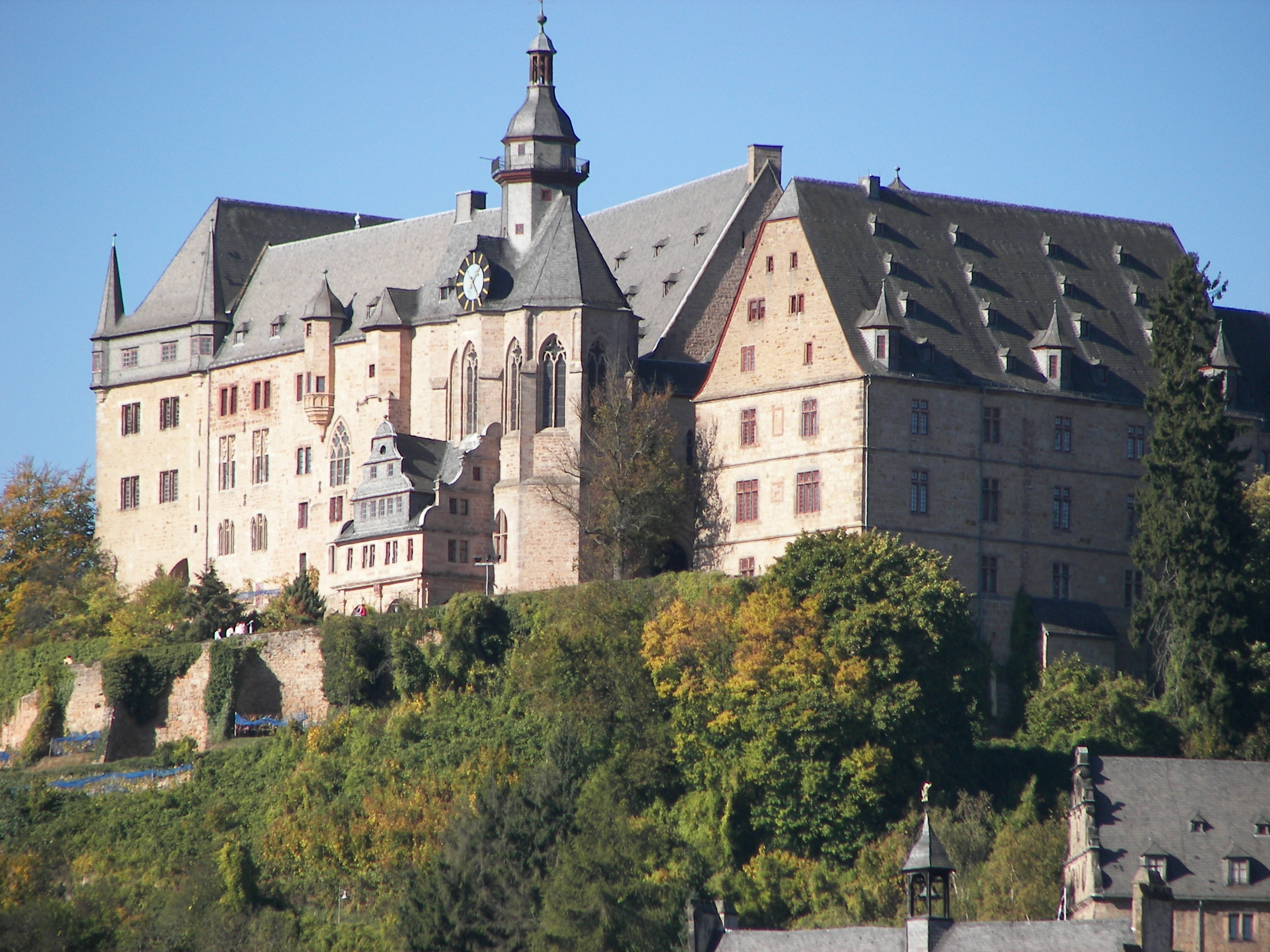
Marburger Schloss von Südosten

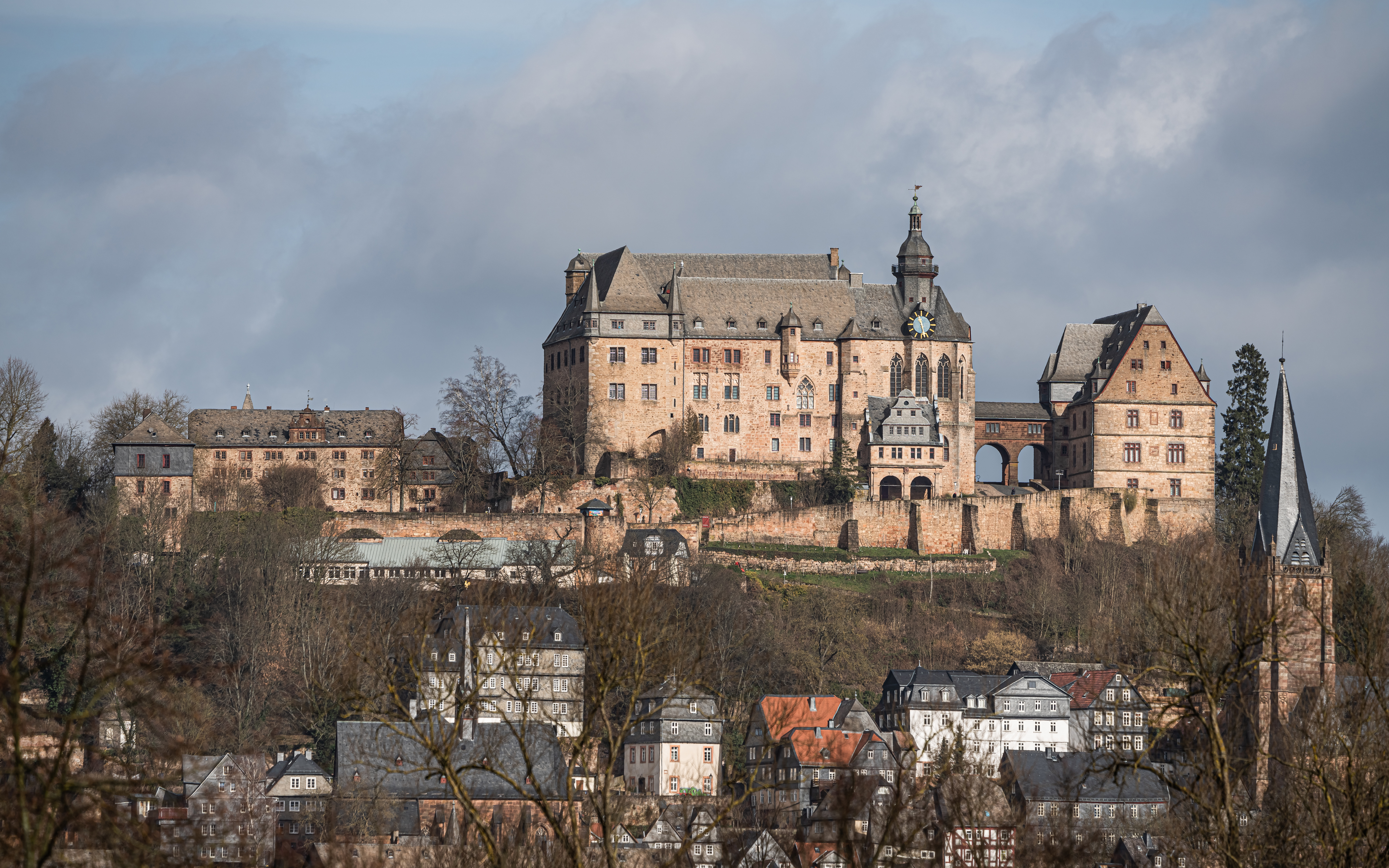
Gesamtansicht von Süden. Links das Marstallgebäude und vorne rechts die Lutherische Pfarrkirche

Das Marburger Schloss (auch: Landgrafenschloss Marburg) gehört zu den prägnantesten Bauwerken in der Stadt Marburg. Es wurde als Burg im 11. Jahrhundert angelegt und ist neben seiner historischen Bedeutung als erste Residenz der Landgrafschaft Hessen von großem kunst- bzw. bauhistorischem Interesse.

## Lage und bauliche Situation
Weithin sichtbar erhebt sich das Marburger Schloss westlich über der Stadt und dem in nord-südlicher Richtung verlaufenden Lahntal. Der Schlossberg hat eine Höhe von 287 m ü. NN und bildet einen Ausläufer des Marburger Rückens – einem Buntsandstein-Hochland. Durch die relativ steilen Talflanken bestand hier eine sehr gute fortifikatorische Ausgangslage für die Errichtung einer mittelalterlichen Burg, die in der Folgezeit und bis in die Gegenwart zahlreiche bauliche Veränderungen erfuhr.

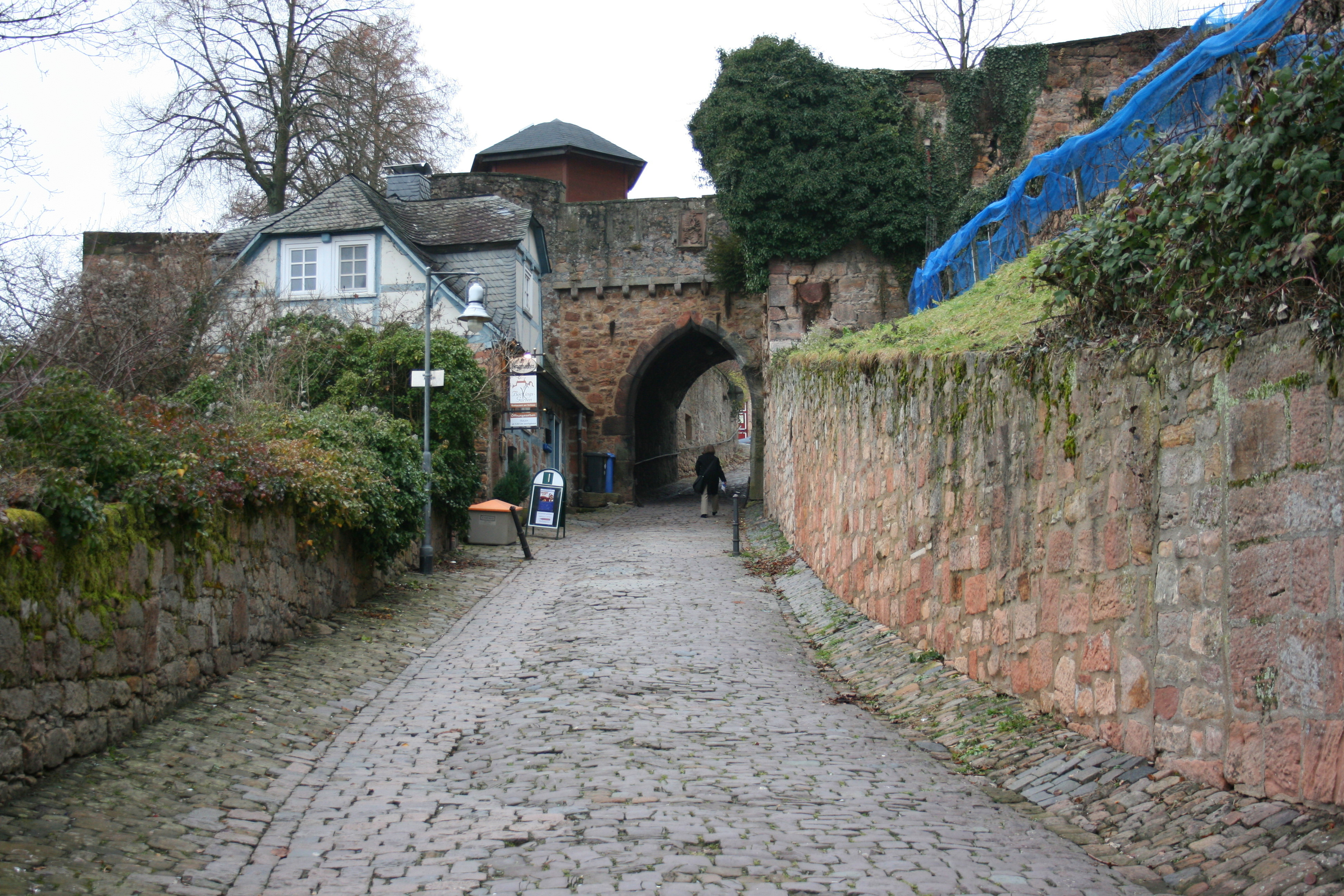
Die Landgraf-Philipp-Straße unterhalb des Weinbergs (die Ludwig-Bickell-Treppe mündet vor dem Tor)

Den Kern des Schlosses bildet eine nach Osten offene, hufeisenförmige Anlage um einen schmalen Innenhof. Man unterscheidet den sog. Landgrafenbau mit der Schlosskapelle im Süden und den Frauenbau oder die Kemenate im Westen. Im Norden stehen der Saal- bzw. Fürstenbau und das jüngere Leute-Haus oder Küchenhaus. Eine Verbindung zwischen der Schlosskapelle und dem Leutehaus stellt die Sakristei über dem Osttor her.
Unterhalb des Schlosses liegen die ehemalige Landgräfliche Kanzlei und die Wolfsburg, die gemeinsam das Stadtbild Marburgs nach Süden hin prägen.
Die mit Kopfsteinen gepflasterte Landgraf-Philipp-Straße sowie die winklige Ludwig-Bickell-Treppe führen als Fußwege von der Oberstadt hinauf zum Südtor. Über den zur Straße ausgebauten Gisonenweg fährt heute der Schlossbus (Linie 10).

## Bedeutung und heutige Nutzung der Anlage
Neben seiner historischen Bedeutung als erste Residenz der Landgrafschaft Hessen ist das Schloss von großem kunst- bzw. bauhistorischem Interesse. Dies betrifft neben den Bauteilen aus dem 11./12. Jahrhundert vor allem die Burg aus der zweiten Hälfte des 13. Jahrhunderts, die noch heute den Gesamteindruck der Anlage wesentlich bestimmt. Die Schlosskapelle und der Saalbau mit dem Großen Saal bzw. Fürstensaal, der zu den größten und qualitätvollsten profanen gotischen Sälen in Mitteleuropa gehört, sind herausragende Leistungen der europäischen Burgenarchitektur.
Heute wird das Schloss in Teilen vom Marburger Universitätsmuseum für Kulturgeschichte im Wilhelmsbau und für kulturelle Veranstaltungen, wie z. B. für Theateraufführungen des Hessischen Landestheaters im Fürstensaal genutzt. Eine Besichtigung der Anlage ist möglich.
Im Rahmen von Führungen können die Kasematten beim Schloss sowie der Hexenturm besichtigt werden.
Die Nebengebäude Marstall, Zeughaus sowie die ehemalige Schmiede beherbergen seit 1946 das Collegium Philippinum der Hessischen Stipendiatenanstalt.

## Geschichte von Burg/Schloss, Stadt und Umland

### Die Region um Marburg im frühen und hohen Mittelalter

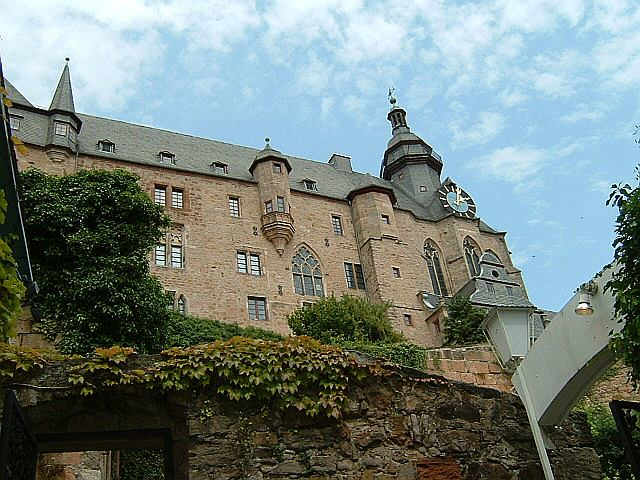
Der sog. Landgrafenbau mit der Schlosskapelle von Süden

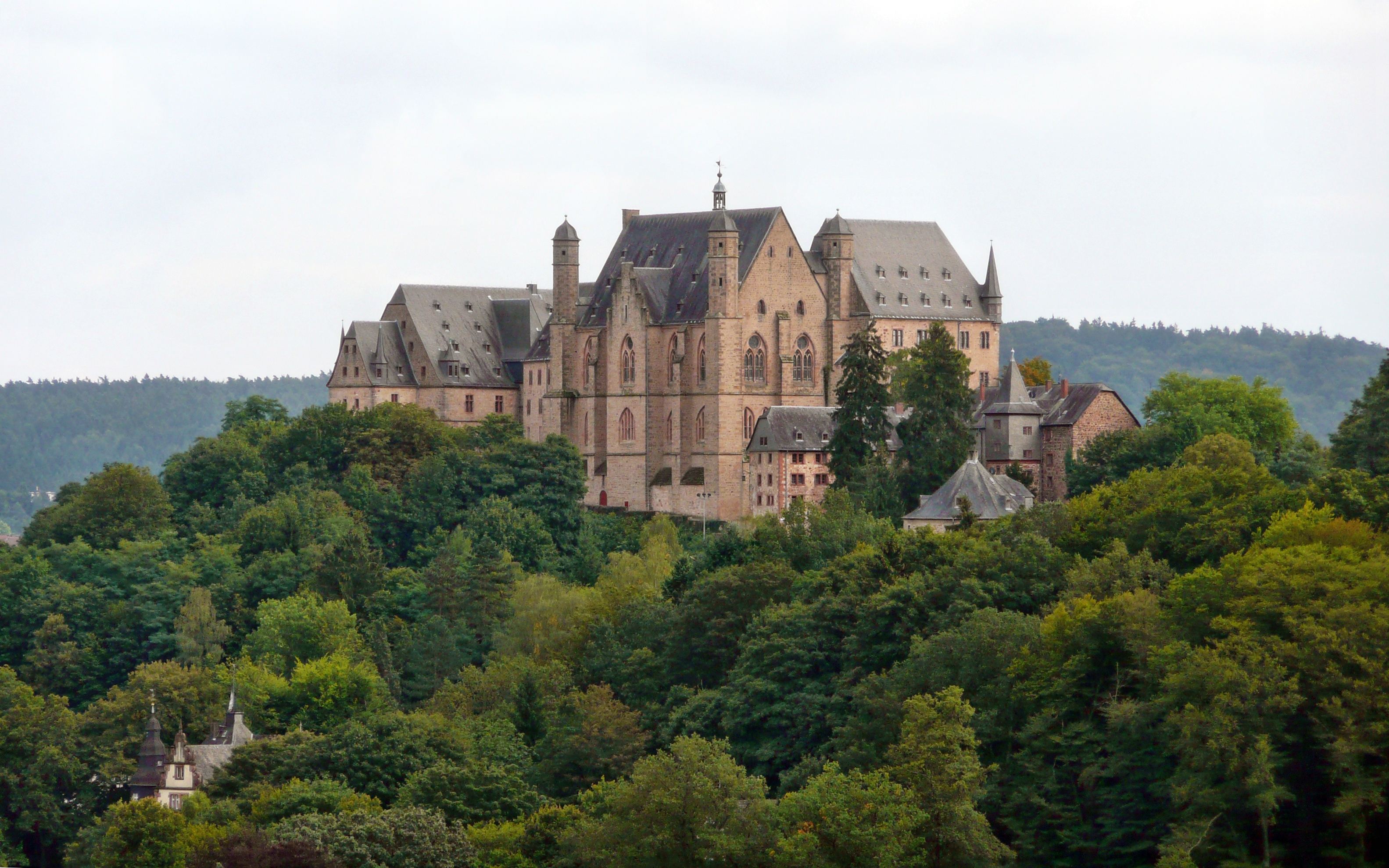
Schloss von Nordwesten

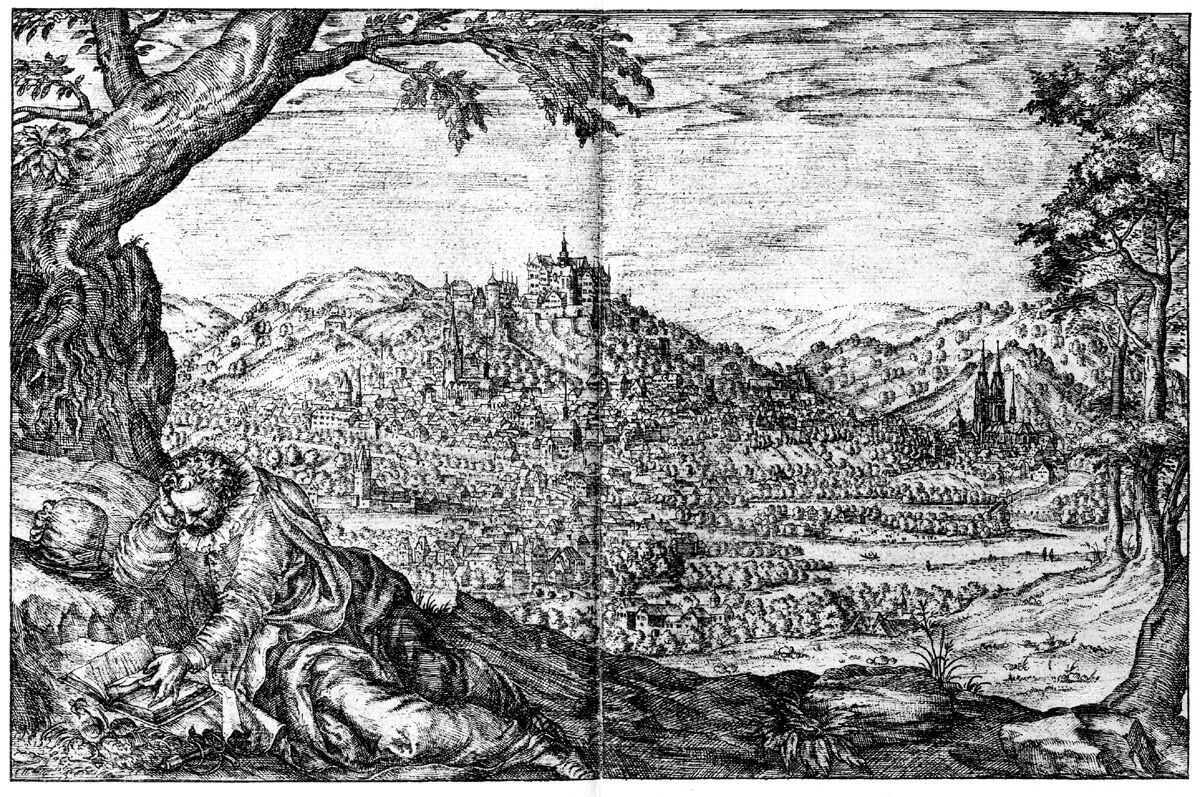
Stadt und Schloss, Wilhelm Dilich 1591

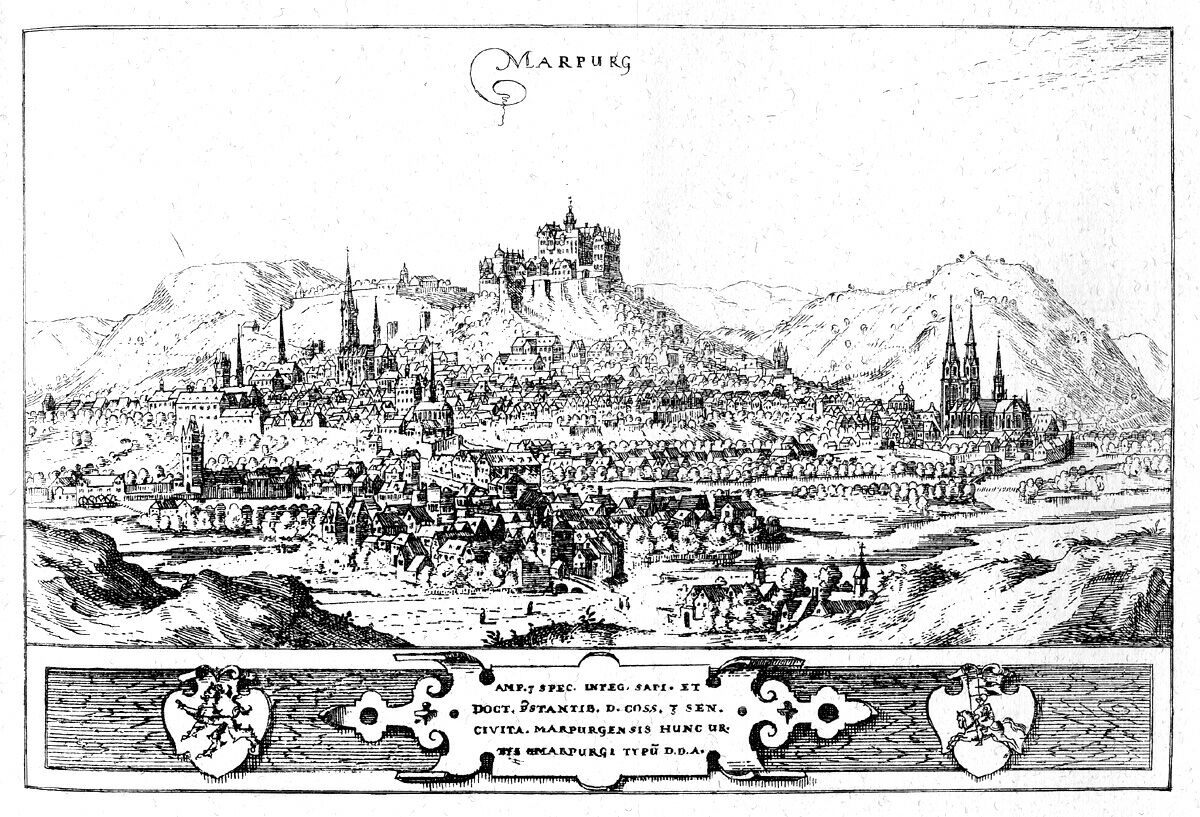
Ebenso nach W. Dilich 1605

In der zweiten Hälfte des 9. bis Mitte des 10. Jahrhunderts waren die Konradiner das mächtigste Geschlecht der Region, dem Oberlahngau. Ihr bedeutendster Vertreter Konrad I. der Jüngere wurde 911 zum ostfränkischen König gewählt. Bereits in der Mitte des 10. Jahrhunderts – infolge des Niedergangs der Konradiner während der Regierungszeit von Kaiser Otto dem Großen – fielen die unweit Marburgs gelegenen Reichsgüter wie Wetter (Hessen) nördlich von Marburg an das Reich zurück. Die Anfänge der Burg Marburg wurden und werden häufig mit den Konradinern in Verbindung gebracht, wofür es jedoch zumindest in den schriftlichen Quellen keine Hinweise gibt.
König Konrad II. belehnte den aus Schwaben stammenden Grafen Werner mit der im 10. Jahrhundert entstandenen Grafschaft Maden im Raum Kassel-Fritzlar-Homberg-Melsungen, aus der im Laufe der folgenden zwei Jahrhunderte die Grafschaft Hessen wurde. Die Grafen Werner starben 1121 aus, und ihre Grafschaft wurde anschließend an das Geschlecht der Gisonen vergeben, ein zu diesem Zeitpunkt bedeutendes Adelsgeschlecht im Gebiet des heutigen Mittelhessen. Ihre Stammburg Hollende lag westlich von Wetter bei Treisbach. Sie waren Reichsvögte des um 1015 gegründeten königlichen Kanonissenstifts Wetter und als solche mit königlichen Gütern unweit von Marburg belehnt. Bereits ein Jahr nach der Vergabe des Werner’schen Erbes an Giso IV. starb dieser, und mit dem Tod seines Sohnes Giso V. erlosch 1137 auch dieses Geschlecht in der männlichen Linie. Wohl noch vor 1122 hatte Giso IV. seine Tochter Hedwig mit Ludwig I., dem Sohn des Grafen Ludwig des Springers von Thüringen, verheiratet. Nach dem Tod Gisos IV. heiratete dessen Witwe Kunigunde von Bilstein noch 1122 den Bruder Ludwigs, Heinrich Raspe I. Damit bzw. endgültig nach dem Tod Gisos V., des letzten Gisonen, fiel deren Erbe an die Ludowinger, die Grafen bzw. ab 1131 Landgrafen von Thüringen, die damit ihre Herrschaft weiter auf das heutige Ober- und Niederhessen ausdehnen konnten.
Wer im 11. Jahrhundert und in der ersten Hälfte des 12. Jahrhunderts vor den Ludowingern die Herren über Marburg und das Umland waren, geht aus den Quellen nicht eindeutig hervor. Im Allgemeinen wird davon ausgegangen, dass die Gisonen Gründer der Burg und auch des Ortes waren. Aufgrund neuerer historischer Untersuchungen sollen jedoch nicht die Gisonen, sondern die Grafen von Gleiberg aus dem mittleren Lahntal in der zweiten Hälfte des 11. Jahrhunderts die Herren der Marburg gewesen sein.

### Marburg unter den Thüringer Landgrafen
In der ersten urkundlichen Nennung Marburgs 1138/39 erscheint unter anderem ein Lu˚dewicus de Marburg zusammen mit weiteren Ministerialen des Landgrafen von Thüringen Ludwig I. Spätestens um 1140 existierte in Marburg eine erste Münze, die eine Marktsiedlung voraussetzt. Offenbar geht die Aufwertung des Ortes zum Markt auf Landgraf Ludwig I. bzw. die Ludowinger zurück. Mit ihr werden wohl auch Baumaßnahmen in der Burg verbunden gewesen sein. Unter Graf Heinrich Raspe II. (1140–1154/55) wurden mit großer Wahrscheinlichkeit auch die Burgen Marburg, Gudensberg und Kassel erneuert und ausgebaut. In einer Urkunde Kaiser Friedrichs I. wird 1174 ein Conradus de Marburg genannt. In der ersten Hälfte des 13. Jahrhunderts urkundeten die Landgrafen von Thüringen mehrfach in der Burg oder Stadt Marburg. Hier saßen die wichtigsten ludowingischen Ministerialen in Oberhessen, die späteren Schencken zu Schweinsberg.

### Marburg als Teil der Landgrafschaft Hessen
Nach dem Aussterben der ludowingischen Landgrafen von Thüringen 1247 sollte der Wettiner Heinrich III. mit der Landgrafschaft Thüringen belehnt werden. Sophie von Brabant (1223–1275), ältere Tochter Landgraf Ludwigs IV. und der Hl. Elisabeth von Thüringen (1207–1231), machte ab 1248 ihre Erbansprüche und die ihres Sohns Heinrich geltend. Als Ergebnis des hessisch-thüringischen Erbfolgestreits 1247–63 wurde der hessische Teil der Landgrafschaft abgespalten und so eine neue Landgrafschaft Hessen geschaffen, deren erster Herrscher Heinrich I. (1256–1308) war. 1292 wurde er von König Adolf von Nassau in den erblichen Reichsfürstenstand erhoben und die Landgrafschaft Hessen damit offiziell reichsrechtlich anerkannt. Die Bemühungen um Anerkennung und letztendlich der Erfolg spiegeln sich entsprechend auch in umfangreichen Baumaßnahmen wider, die den Anspruch des Landgrafen auch nach außen dokumentieren sollten.
Heinrichs Sohn Otto (1308–1328) verlegte schon 1308 den landgräflichen Sitz nach Kassel, und Marburg verlor entsprechend an Bedeutung. Zwischen 1458 und 1500 war das Marburger Schloss wieder Residenz unter den Landgrafen Heinrich III. (1458–1483) und Wilhelm III. (1483–1500). Dies galt besonders, als Heinrich III. 1471 die Regierung der gesamten Landgrafschaft übernahm. Landgraf Philipp der Großmütige (reg. 1518–1567) verlegte die Hauptresidenz von ganz Hessen wieder nach Kassel. Er führte 1526 die Reformation ein und gründete im selben Jahr in Marburg eine Universität. Im Schloss fand im Oktober 1529 das Marburger Religionsgespräch zwischen Martin Luther und Ulrich Zwingli statt. Nach Philipps Tod 1567 wurde Marburg unter Ludwig IV. von Hessen-Marburg von 1567 bis 1604 noch einmal Residenz einer der vier neu geschaffenen Teilgrafschaften.

### Die Geschichte seit dem Dreißigjährigen Krieg
Im Dreißigjährigen Krieg kam es 1623 zur Einnahme der Stadt und Festung Marburg durch die Truppen Tillys. Nach dem Hessenkrieg wurden sie 1648 von der Linie Hessen-Darmstadt an Hessen-Kassel zurückgegeben. Marburgs Bedeutung sank zunehmend, es spielte nur noch eine Rolle als Verwaltungssitz und militärischer Stützpunkt. In der Folgezeit, besonders zwischen etwa 1700 und 1740, kam es zu einem umfangreichen Festungsbau. Bereits im Siebenjährigen Krieg 1756–63 wurde Marburg wiederum mehrfach erobert, wobei sich zeigte, dass die Festung den militärischen Entwicklungen nicht mehr entsprach. Ab 1770 wurde deshalb damit begonnen, die Festungsanlagen zu schleifen. Endgültig aufgegeben und gesprengt wurde die Festung 1807 nach der Besetzung durch die Truppen Napoleons.
Ab 1809 wurde das Schloss als Gefängnis genutzt, das erst 1869 nach Kassel verlegt werden konnte. Viktor von Meibom: „Zugleich [1851] wurde mir die obere Leitung über das Stockhaus übertragen, welches im Marburger Schloß untergebracht war. Nach dem damaligen kurhessischen Recht war die Eisen- und Stockstrafe die schwerste Freiheitsstrafe, welche nur bei Männern Anwendung fand und von der Zuchthausstrafe durch schwerere Arbeit und das Tragen eiserner Beinschienen sich unterschied. Zu meiner Zeit befanden sich in dem Marburger Schloß 180 bis 240 Schwerverbrecher, darunter viele zu lebenslänglicher Eisenstrafe verurteilt oder dazu anstatt der Todesstrafe begnadigt.“ () 1866 war Kurhessen durch Preußen annektiert worden, was gleichzeitig das Ende des Kurfürstentums Hessens bedeutete. 1869/70 zog das Preußische Staatsarchiv in das Schloss ein und blieb der Hauptnutzer, bis es 1938 einen Neubau in der Stadt bezog. Während des Zweiten Weltkrieges stand das Schloss zum großen Teil leer. 1946 gelangte es in den Besitz der Philipps-Universität Marburg. 1981 wurde das Museum für Kulturgeschichte (5 Etagen)  eröffnet, nachdem das Bücherdepot verlagert worden war.

## Die bauliche Entwicklung von Schloss Marburg
Besonders die fünf mittelalterlichen Hauptbauphasen, die fast immer unmittelbar mit politischen Ereignissen im Zusammenhang stehen, aber auch die weitere Bauentwicklung spiegeln deutlich die gesellschaftlichen Veränderungen nach der Reformation, zwischen Dreißigjährigem Krieg und Napoleonischem Krieg, im Kaiserreich und 20. Jahrhundert bis in die Gegenwart wider.

### Phase 1 – die erste Burg des hohen Mittelalters
Kern der Anlage ist ein rechteckiger Bau (16 mal 9,5 Meter), der 1989/90 unter dem heutigen Westflügel ausgegraben werden konnte. Erhalten ist ein großer Teil der Westwand bis in eine Höhe von vier Metern. Das als „wehrhaftes Saalgeschosshaus“ bezeichnete Gebäude wurde von der Archäologin Christa Meiborg zunächst mit der Burg der Konradiner verbunden und in spätkarolingisch-ottonische Zeit (9./10. Jahrhundert) datiert. Unter Berücksichtigung neuerer Ergebnisse beispielsweise aus der Burg Querfurt setzte sie im Jahr 2003 das langrechteckige Steingebäude, das sie „typologisch wohl als sogenanntes Festes Haus“ anspricht, in die Zeit um 1000. Allerdings ist eine Entstehung des nur allgemein als Wohnbau zu bezeichnenden Gebäudes auch noch im 11. Jahrhundert oder frühen 12. Jahrhundert möglich. Zweifel sind ebenso an der Besiedlung des Burgplateaus bereits in karolingischer Zeit und an der Existenz einer ersten Burganlage, möglicherweise in Holzbauweise, schon im 9. und beginnenden 10. Jahrhundert angebracht. Zumindest stehen eindeutige Nachweise bisher noch aus. Weder die Konradiner oder die Grafen Werner noch die Gisonen können mit einiger Sicherheit als Gründer der Burg angenommen werden. Beim derzeitigen Forschungs- und Publikationsstand muss die Frage nach den Gründern bzw. Besitzern der Burg vor den Ludowingern offenbleiben.

### Phase 2 – der Ausbau unter den Thüringer Landgrafen um 1140
In einer zweiten Bauphase wurde der Nordteil des Rechteckbaus zu einem quadratischen Turm mit 9,50 Meter Seitenlänge umgebaut. Die Südwestecke mit sorgfältiger Eckquaderung und die Westwand des Turms sind im Inneren des Westflügels bis zu acht Meter hoch erhalten. Im Westen, Süden und Norden des Turms ist an mehreren Stellen eine bis in dieselbe Höhe erhaltene Ringmauer nachgewiesen worden, deren Mauerwerk dem des Turmes entspricht. Der Bereich zwischen Ringmauer und Turm war mit mächtigen Lagen aus rotem Sand aufgefüllt. Damit wurde die Hauptangriffseite im Westen verstärkt und der Turm sozusagen teilweise „eingemottet“, wohl um die hinterfüllte Ringmauer vor der Zerstörung mit Belagerungsgerät zu schützen. Weitere Reste dieser Ringmauer haben sich im Südflügel erhalten bzw. konnten im und beim Leutehaus zusammen mit zugehörigen Quermauern ergraben werden. Es handelt sich demnach um den Typ einer Burg mit Turm und Einzelbauten in Randhauslage auf bzw. an der Ringmauer.
Die Datierung ist wiederum umstritten. Christa Meiborg geht vom Umbau zu einer typisch salierzeitlichen Wohnturmburg um 1100 aus. Die Steinbearbeitung und ein im Bereich des Saalbaus geborgenes Holz aus der Zeit 1140/41 (d) sprechen jedoch eher für eine Datierung der Baumaßnahmen in die erste Hälfte oder gegen die Mitte des 12. Jahrhunderts. Die umfangreichen Baumaßnahmen lassen sich daher mit der Übernahme der Burg durch die Ludowinger und dem Ausbau zu einem Herrschaftsmittelpunkt verbinden. Sie können höchstwahrscheinlich in die Zeit um 1140 datiert werden, als Heinrich Raspe II. auch Kassel und vermutlich Gudensberg ausbauen ließ.
Etwas jüngere Baumaßnahmen aus der zweiten Hälfte des 12. Jahrhunderts lassen sich nur über einige ältere Bauteile wie einen mit Flechtband verzierten Stein fassen, die in der spätmittelalterlichen Burganlage sekundär vermauert worden sind (so genannte Spolien). Der Umfang und das Aussehen dieses Ausbaus, der wohl unter Landgraf Ludwig II. erfolgte, können jedoch nicht bestimmt werden. Veränderungen im unmittelbaren Umfeld der Burg wurden durch den Bau einer ersten Stadtmauer der erheblich nach Westen erweiterten Marktsiedlung um 1180/90 notwendig. An zwei Stellen im Westflügel und unter dem Keller des Wilhelmsbaus wurde bei Ausgrabungen der Anschluss der Stadtmauer an die Ringmauer der Burg erfasst.

### Phase 3 – der Ausbau in der ersten Hälfte des 13. Jahrhunderts
In der Südwestecke des heutigen Leutehauses im Nordosten der Anlage stand um 1220 (d) ein schlanker Turm, der jünger als die Ringmauer ist. Der neue Bergfried (1372: nuwe bergfrid by der Kuchene) sollte den Ostteil der Burg und hier besonders den Torbereich und den Anschluss der Stadtbefestigung sichern. Der quadratische Turm im Westen wurde umgebaut und auf den südlichen Teil der Ringmauer um 1250 (d) ein zweigeschossiger Saalbau aufgesetzt.
In der ersten Hälfte des 13. Jahrhunderts wurde außerdem die Bebauung des Schlossberges nach Osten bis unter den heutigen Wilhelmsbau erweitert oder eine bereits bestehende Vorburg an dieser Stelle erneuert. An die nördliche Stadtmauer angebaut entstand hier ein mindestens zweigeschossiger Massivbau unbekannter Funktion. Um 1230/40 wurde die Stadt nach Westen erweitert, wobei die dabei angelegte jüngste Stadtmauer wiederum Anschluss an den Westflügel der Burg finden musste. Ein Tor mit der Außenseite im Norden, das vermutlich zu einer Vorburg gehörte, ist an der Rückseite des Renaissancetors zur Nordterrasse erhalten. Der Hauptzugang zum Schloss muss also von Westen kommend an der Südseite entlanggeführt haben, um dann durch das Osttor die Hauptburg zu erreichen.

### Phase 4 – der Ausbau zur hessischen Residenz im letzten Drittel des 13. Jahrhunderts

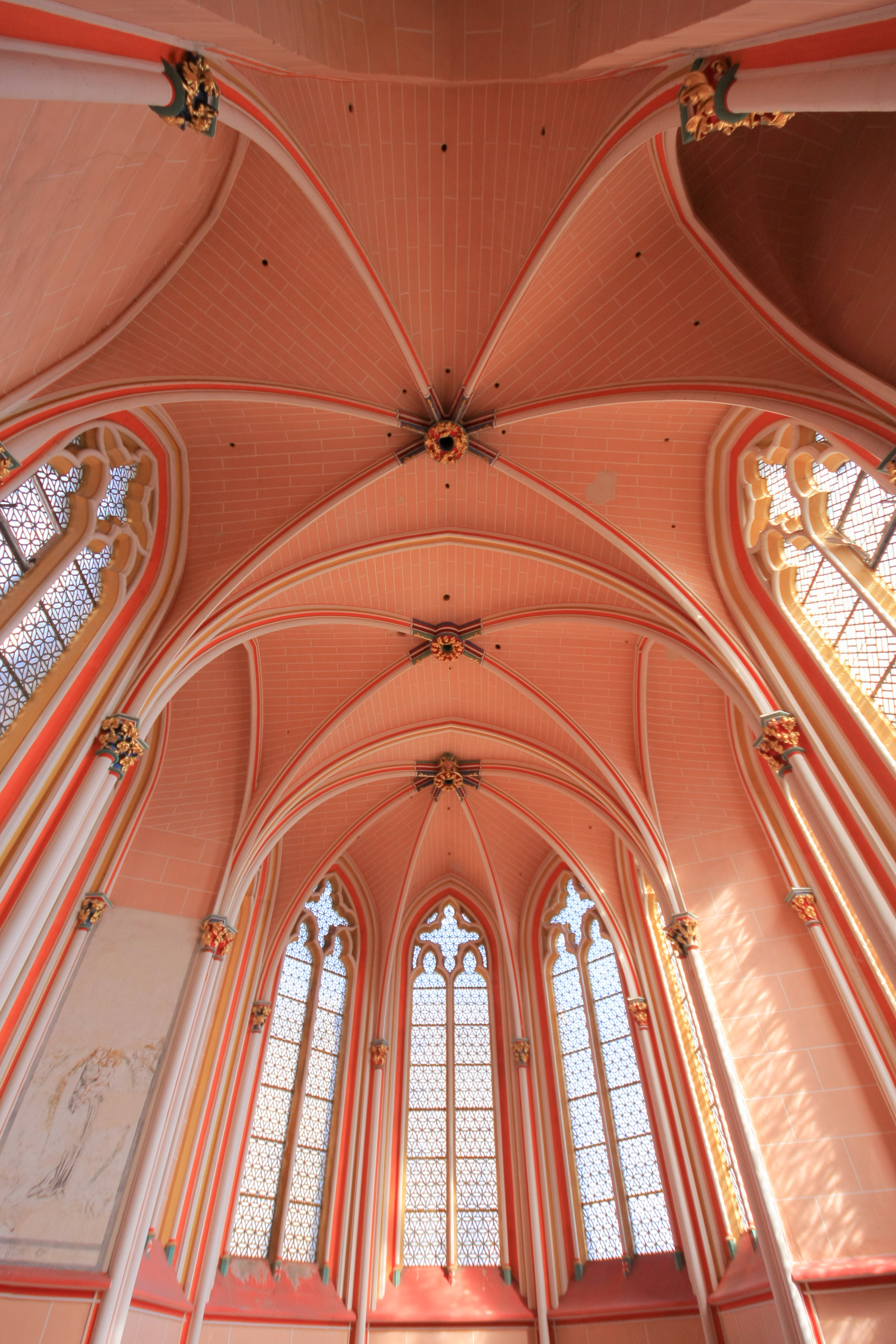
Die 1288 geweihte Schlosskapelle mit der Rekonstruktion der ursprünglichen Farbfassung

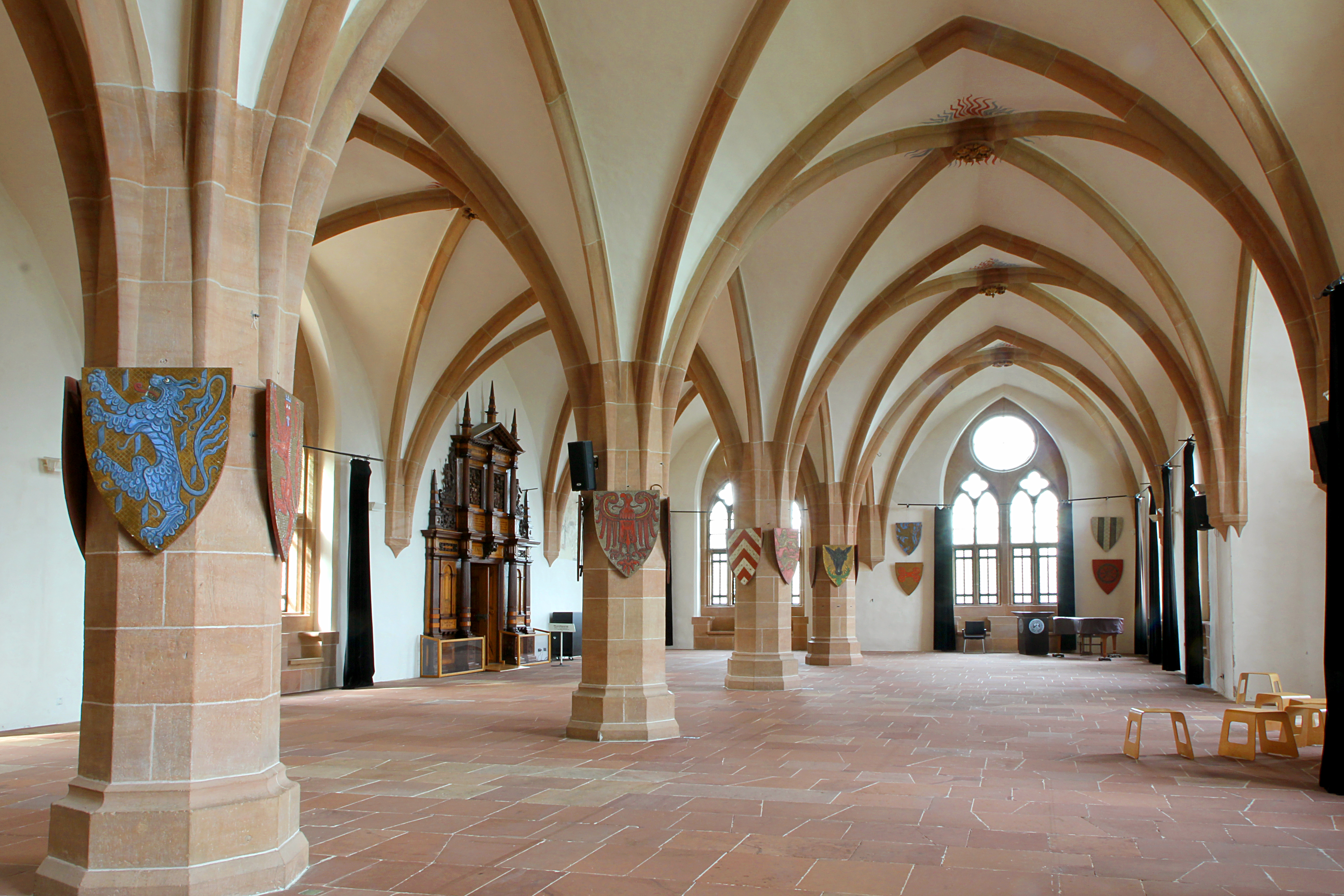
Der um 1282 bis 1300 errichtete Fürstenssal als zweischiffige gewölbte Anlage

Die heutige Baugestalt des Schlosses wird im Wesentlichen durch den aufwändigen Umbau zur hessischen Residenz im letzten Drittel des 13. Jahrhunderts bestimmt. Wann die Arbeiten begannen, ist zurzeit nicht genau festzustellen. 1263 wurde Friede mit Mainz geschlossen, Landgraf Heinrich I. verheiratete sich und Sophie von Brabant nahm ihren Sitz auf der Marburg. Deshalb ist ab dieser Zeit mit größeren Baumaßnahmen zu rechnen und die Stilistik der Baudetails spricht dafür. Mit der Errichtung großartiger Einzelbauten sollte später auch der 1292 errungene Reichsfürstenstand des Bauherrn unterstrichen werden.
Marburg gehört zu den noch wenigen gut bekannten Fürstenburgen aus dieser Zeit, die oft noch dem „klassischen“ Burgkonzept der staufischen Zeit folgten.
Zunächst wurde der Südflügel nach Westen erweitert und mit einem Saal aufgestockt. Eines der spitzbogigen Saalfenster auf der Südseite wurde inzwischen wieder rekonstruiert. Auch die Fenster im vollständig neu errichteten Westteil zeigen frühgotische Motive und konnten rekonstruiert werden. Der westliche Neubau erhielt im leicht erhöhten Erdgeschoss eine Warmluftheizung.
Der östliche Abschluss dieses Südflügels wird durch die 1288 geweihte, künstlerisch hoch anspruchsvolle Schlosskapelle gebildet. Der Baubeginn der Kapelle ist nicht gesichert. Stilistisch gibt es aber sehr enge Beziehungen zu den Westeilen der Elisabethkirche, ihrer Sakristei und dem 1290 geweihten Hochaltar. Politisch wurde um 1282 ein neuer Ausgleich des Landgrafen mit dem Mainzer Erzbischof erzielt. Man könnte diesen Umstand als Voraussetzung für den Baubeginn ansetzen. Auf der Westseite des Burghofes entstand ein Wohnturm, doch ist seine Gestalt in der zweiten Hälfte des 13. Jahrhunderts noch weitgehend unbekannt.
Im Norden der Kernburg, auf der Schauseite, wurde – vielleicht parallel zur Kapelle – ein rechteckiger, sehr großer Saalbau errichtet. Er war in der Zeit um 1292/1300 fertiggestellt (1296 ±8 (d)). Der Große Saal oder Fürstensaal, oft fälschlich noch Rittersaal genannt, im Obergeschoss mit einer Fläche von 482 m² ist zweifellos der bedeutendste und wichtigste Raum des gesamten Schlosses. Er wurde vom Hof aus durch einen äußeren Treppenvorbau erschlossen. Der Nische im mittleren Risalit an der Nordseite, die lange Zeit als Thronnische angesprochen wurde, kam eine zentrale Position bei herrschaftlichen Banketten zu. Im 14. Jahrhundert war hier der Standort eines Buffets oder der Theke, an der das Bier gezapft wurde.
Das östlich an den Saalbau anschließende Leutehaus zeigt außen kaum Spuren älteren Mauerwerks und stammt im Wesentlichen erst aus dem 15. und 16. Jahrhundert. Das Tor zum Hochschloss liegt zwischen Schlosskapelle und Leutehaus. Die darüber befindliche Sakristei stammt wohl aus dem späten 13. Jahrhundert und fungierte gleichzeitig als Brücke zwischen beiden Bauteilen. Das Tor besaß offenbar keine besonderen Verteidigungseinrichtungen.
Mit den Baumaßnahmen in der Kernburg stehen die Anlage eines Zwingers und möglicherweise auch der Bau/Ausbau der westlichen Vorburg in Verbindung. Im Süden wurde eine aufwändige Stützmauer aus Bogensegmenten errichtet und das Schloss auf einen Sockel gestellt, der es erhöht und zugleich die monumentale und repräsentative Wirkung der Schlossbauten steigert.

### Phase 5 – Ausbau der Residenz unter den Landgrafen Heinrich III. und Wilhelm III.

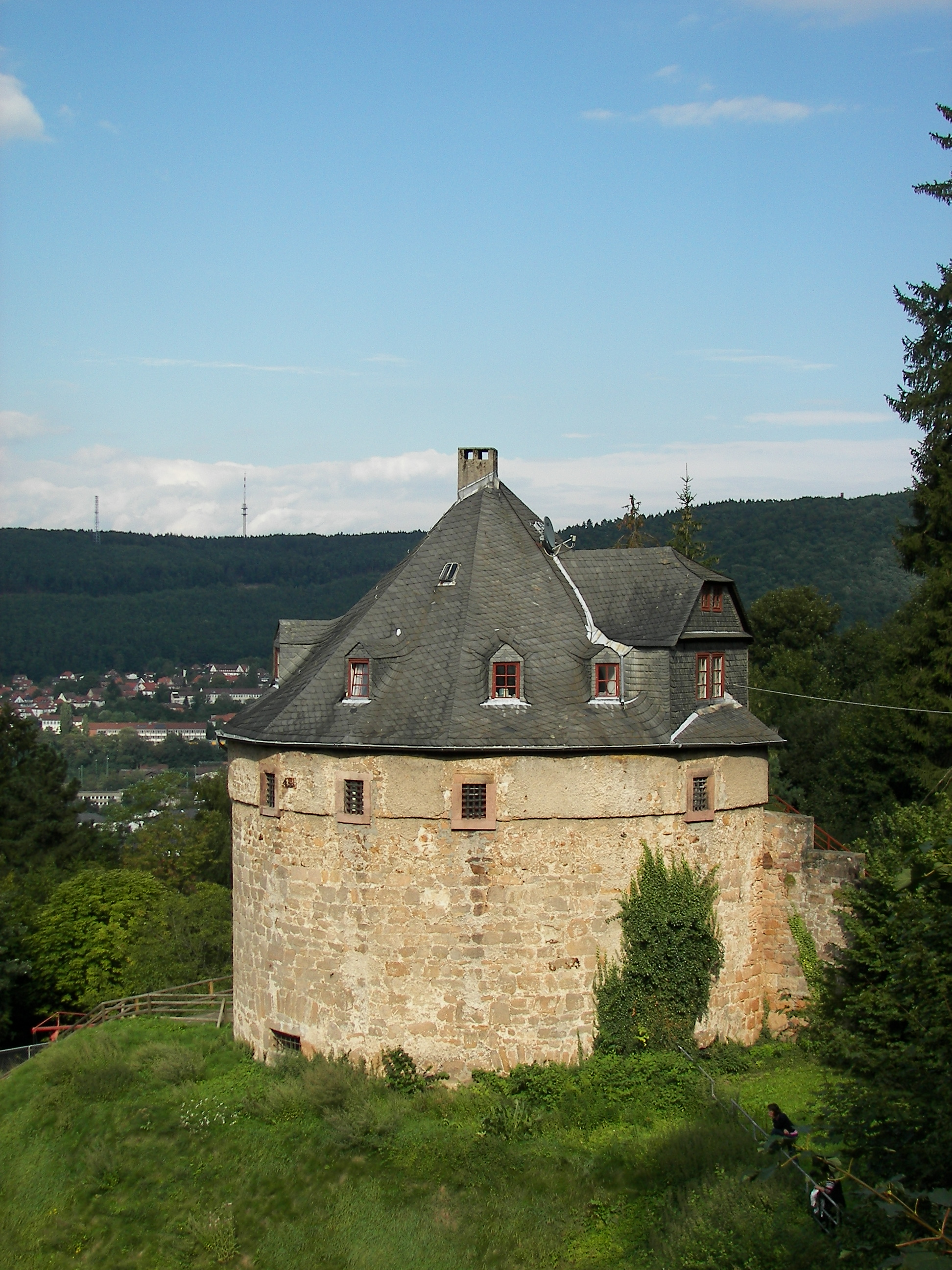
Hexenturm (1478) auf der Nordseite

Bauphasenplan (nach Großmann, Schloss Marburg, 3. Umschlagseite)

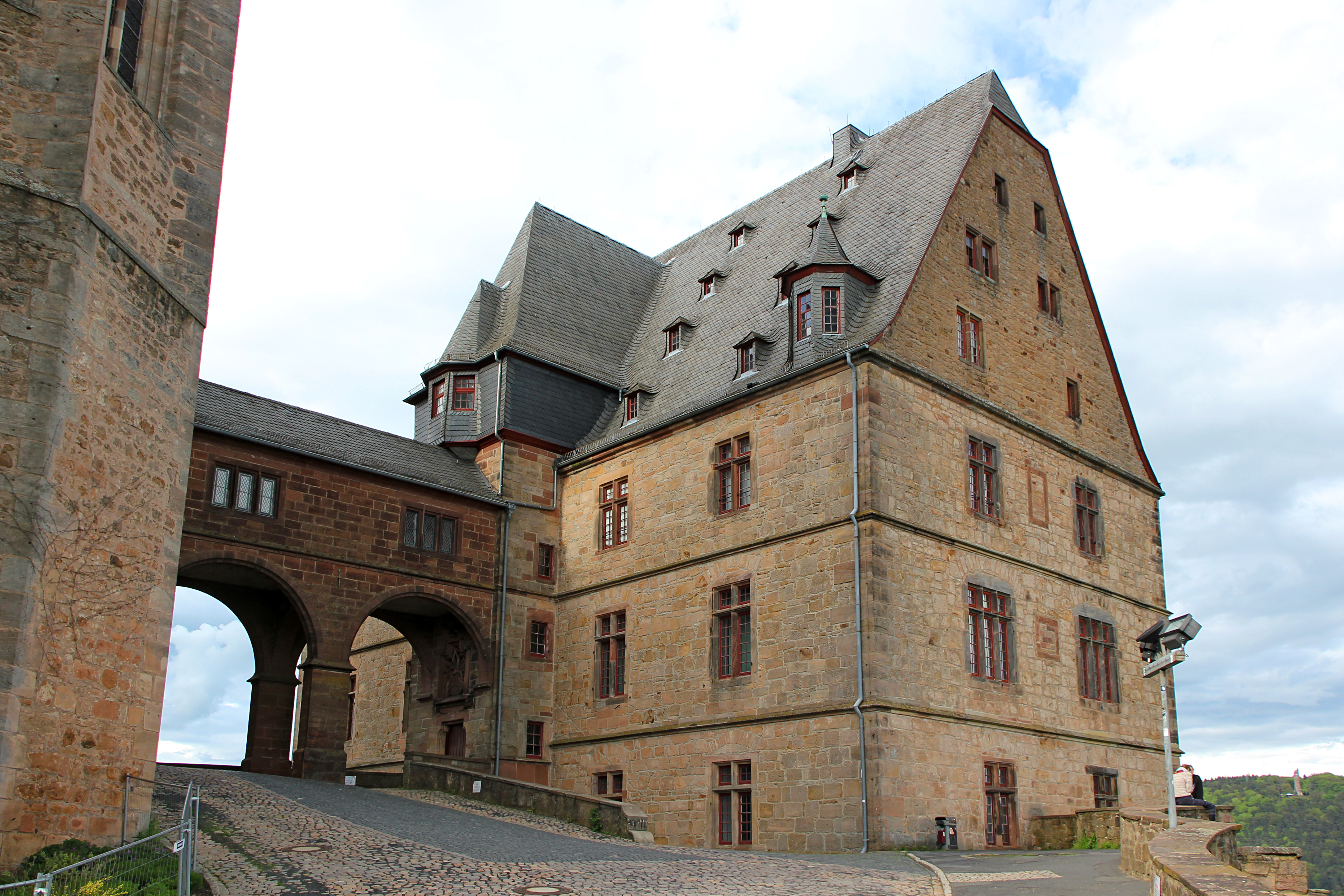
Wilhelmsbau (1493–1497) von Südwesten

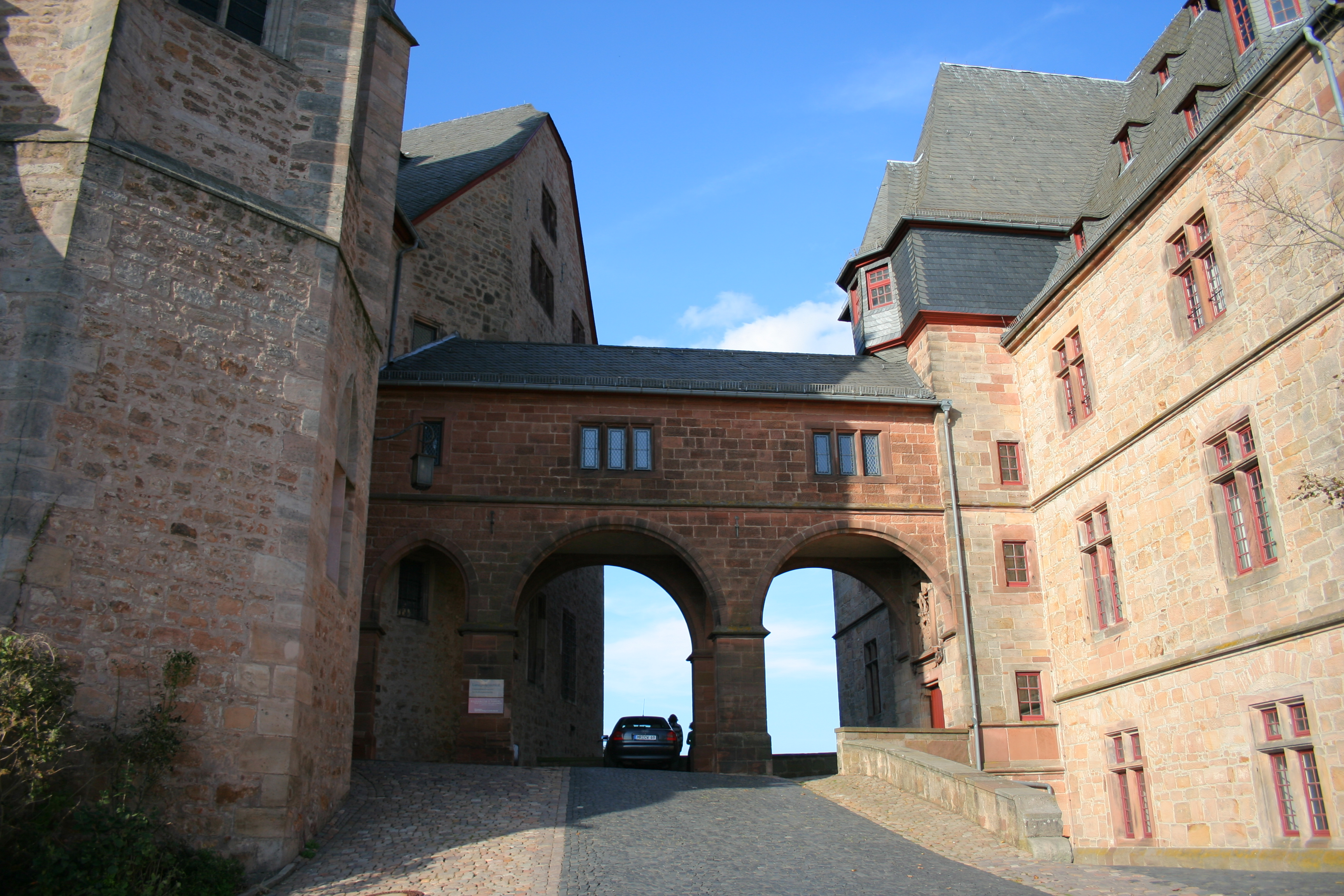
Übergang zum Wilhelmsbau von Süden

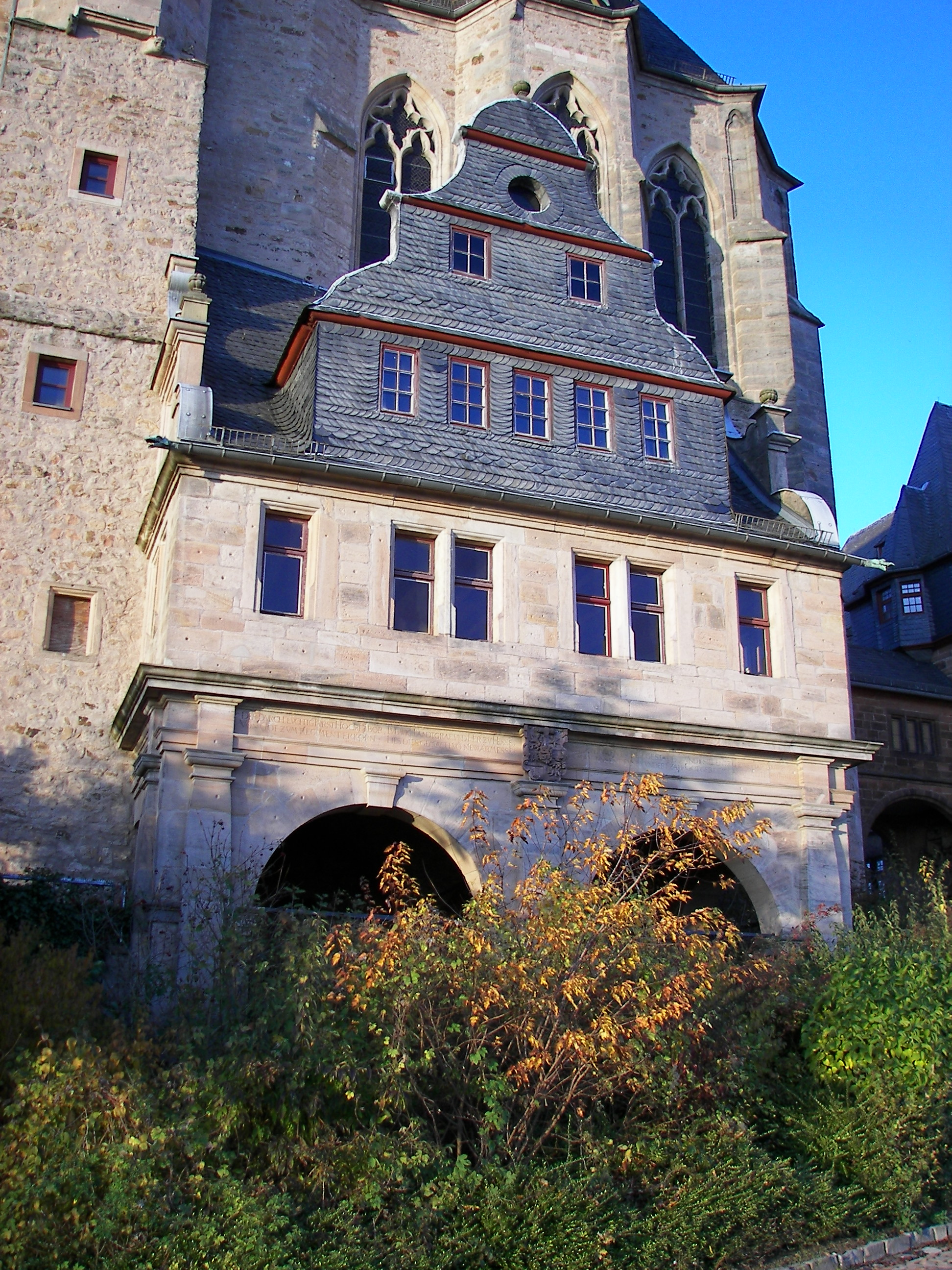
Die 1572 von Ebert Baldewein errichtete Rentkammer von Süden

Zu beträchtlichen Umbauten kam es, nachdem Landgraf Heinrich III. 1471 die Regierung beider Teile von Hessen übernommen hatte und mit Hans Jakob von Ettlingen einen eigenen Hofarchitekten eingestellt hatte. Zunächst wurde für den Landgrafen und seine Gemahlin als Zwischenlösung ein Wohnhaus in der Vorburg westlich des Kernschlosses errichtet. Der Westflügel des Kernschlosses wurde von 1471 bis 1486 zum so genannten Frauenbau, dem Wohntrakt der Landgräfin Anna, ausgebaut und erhielt sein heutiges Aussehen. 1477/78 wurde der Küchenbau im Nordosten des inneren Schlosshofes als Bau mit einem steinernen Erdgeschoss und ursprünglich zwei Fachwerkobergeschossen neu gebaut. Weitere Umbauten betrafen den Südflügel 1481 bzw. 1486 (dort Einbau eines Saales im zweiten Obergeschoss), die Kapelle sowie den Ausbau der westlichen Vorburg. Im Norden der Anlage wurde der Marstall errichtet.
Die Erfahrungen der Kölner Stiftsfehde 1473/74 mit ihrem massiven Einsatz von Artillerie besonders auf der Seite des burgundischen Heeres dürften zur Entscheidung zur Modernisierung auch der Befestigungen des Marburger Schlosses geführt haben. Sowohl das Westtor als auch das Südtor wurden erweitert. Ab 1478 errichtete Hans Jakob von Ettlingen einen dreigeschossigen Artillerieturm nordwestlich des Schlosses am Halsgraben (Hexenturm oder Weißer Turm).
Nach dem Tode Heinrichs III. im Jahr 1483 wurde der zivile Ausbau für seinen Sohn Wilhelm III. weitergeführt. Die wichtigste Baumaßnahme dieser Zeit ist die Errichtung des Wilhelmsbaus 1493–97. Als Erweiterung der Burg nach Osten entstand ein moderner, dreigeschossiger Saal- und Wohnbau, der die bogenförmige Stützmauer teilweise überlagert. Auch die Umbauten dieser Phase wurden im Wesentlichen durch Hans Jakob von Ettlingen konzipiert.

### Phase 6 – Bauten der Renaissancezeit – Ausbau unter Landgraf Ludwig IV.
In der Renaissancezeit erfuhr das Schloss unter dem politisch bedeutenden Landgraf Philipp dem Großmütigen kleinere Veränderungen, die auf den ersten Blick eher wenig auffallen. An der Südwestecke der Vorburg war 1521–23 ein großer Batterieturm (Rondell) errichtet worden, der aber bereits am Ende des 16. Jahrhunderts bis auf geringe Reste wieder beseitigt wurde.
1567 richtete Philipps II. Sohn Landgraf Ludwig IV. seine Hauptresidenz in Marburg ein, sodass das Schloss aufwändig an die neuen  Aufgaben der Hofhaltung, Repräsentation und Verwaltung angepasst werden musste. Als Architekt fungierte bis zu seinem Tod 1593 der schon unter Philipp II. als „Verwahrer des Marburger Schlosses“ beschäftigte Mechaniker und Instrumentenbauer Ebert Baldewein.
Dabei erfuhr zuerst der alte Südflügel im Inneren eine umfassende Neuordnung der Grundrisse und eine Überarbeitung des Treppenturms mit einem neuen Portal. Im Erdgeschoss erbaute Baldewein ein Archivgewölbe und im dritten Obergeschoss wurde der Fachwerkaufbau mit den Wohnräumen des Landgrafen erneuert und mit einem geschweiften Giebel nach der aktuellen Mode versehen. 1568 errichtete Baldewein einen neuen Dachreiter mit begehbarer Plattform und welscher Haube auf dem Dach der gotischen Schlosskapelle, in dem sich eine zweigeschossige Türmerwohnung und eine neue Kunstuhr des Uhrmachers Christoph Thor befand. 1572 fügte Baldewein südlich vor der Kapelle die Rentkammer an, die das Wappen Landgraf Ludwigs IV. von Hessen trägt. Es entstanden nun verschiedene Verbindungsgänge, so vor dem Westflügel und 1578 hin zum Wilhelmsbau, die heute in später rekonstruierter Form erhalten sind. 1573 schuf der Hofschreiner Nikolaus Hagenmüller aus Frankenhausen eine neue Innenausstattung des Fürstensaals, von der noch hölzerne Portale erhalten sind. Im folgenden Jahr wurde im Saal eine zweigeschossige „Buttelei“ von dem aus der Schweiz stammenden Schreiner Karl Kaufmann aufgestellt, die heute noch im Museum erhalten ist. Über dem Küchenbau in der Nordostecke entstand 1576/77 ein neues Fachwerkobergeschoss, wo der Leibarzt Johann Wolff und die Apotheke untergebracht wurden.
Auch außerhalb des Kernschlosses wurde intensiv gebaut. Baldewein erneuerte 1575 das Zeughaus und den Marstall in der Vorburg. Wohl um 1580 erfolgten Umgestaltungen des Südtores. Auf der Nordterrasse wurde 1588–1590 unter der Leitung des Werkmeisters Valentin Krafft das große dreiteilige Wirtschaftsgebäude errichtet, von dem heute nur noch die Kellergewölbe erhalten sind. Es bestand aus dem Brauhaus im Osten, der Münze in der Mitte dem Schlachthaus im Westen.

### Phase 7 – das 17. und 18. Jahrhundert
Auch im 17. und 18. Jahrhundert waren kleinere Umbauten im Oberschloss, besonders am Frauen- und Küchenbau, notwendig. Ansonsten beschränkten sich die Baumaßnahmen im Schloss weitgehend auf die Wirtschaftsbauten, wie den Umbau der ehemaligen Schmiede 1605/06 zu einem Kommandantenhaus und des kleinen Marstalls 1631. Die Verblendung der beiden Obergeschosse des Marstalls mit Sandsteinfassaden an drei Seiten erfolgte 1628–30 im Zusammenhang mit der Beseitigung von Kriegsschäden im Dreißigjährigen Krieg.
Wesentliche Veränderungen der Gesamtanlage erbrachte die Errichtung der Festungsanlagen, die besonders zwischen 1700 und 1740 erfolgte. Erhalten sind unter anderem Reste der 1701 erbauten großen Bastion. Das Südtor wurde noch im 17. Jahrhundert nach Westen erweitert und davor bergseitig eine kleine Bastion angelegt.

### Phase 8 – das 19. und 20. Jahrhundert
Bereits kurz vor 1800 setzte schon wieder die Schleifung der Festungsbauten ein. Einige Umbauten wie die mehrfache Veränderung der Geschosshöhen stehen mit der Nutzung des Schlosses als Gefängnis ab 1809 in Verbindung. Insbesondere im Wilhelmsbau und im Frauenbau wurden neue, feuersichere Raumdecken mit preußischen Kappengewölben eingezogen. 1890 wechselte man sämtliche Dachwerke und Dächer aus und setzte Stahldächer auf. Neben dem Hochschloss erfuhren auch die Vorburgbereiche kleinere Veränderungen. Zu erneuten Umbauten kam es in den Jahren 1924–32 und infolge des Einbaus des Marburger Universitätsmuseums ab 1976. Damit in Verbindung standen umfangreiche Bauuntersuchungen und archäologische Ausgrabungen, die zahlreiche neue Ergebnisse zur Baugeschichte der Anlage erbrachten. Jedoch sind auch in dieser Zeit noch beträchtliche Verluste mittelalterlicher Bausubstanz zu verzeichnen wie etwa die Beseitigung einer spätmittelalterlichen Küche.